# Husajba
Husajba (arab. حصيبة, Husaybah) – miasto w zachodnim Iraku, w muhafazie Al-Anbar. Liczy około 169 tys. mieszkańców. Położone nad rzeką Eufrat, przy granicy z Syrią.